# Khushqadam
al-Ẓāhir Sayf al-Dīn Khushqadam (in arabo الظاهر سيف الدين خشقدم‎?; Anatolia, 1413 – Il Cairo, 9 ottobre 1467) è stato un sultano egiziano di origine forse greca. Fu un Sultano mamelucco della dinastia burji.
al-Ẓāhir Sayf al-Dīn Khushqadam al-Nāṣirī al-Muʾayyadī, talora scritto alla francese Khuchqadam oppure Kouchkadam, o, alla turca, Kuşkadam o Hoşkadem, regnò in Egitto dal 1460 al 1467.

## Biografia
Khushqadam fu il primo Sultano originario del Sultanato selgiuchide di Rum (in Anatolia), per quanto qualcuno dica lo stesso di al-Muzaffar Rukn al-Din Baybars al-Jashankir e di Lājīn.
Era stato acquistato come mamelucco da Shaykh al-Muḥammudī e fu arruolato nel corpo militare dei jâmdâr Durante il sultanato del figlio di Shaykh al-Muḥammudī, al-Muẓaffar Aḥmad ibn al-Shaykh, divenne membro della guardia personale del Sultano. Fu elevato al rango di "Emiro di 10" nel 1442, dopo essere stato Khāṣṣakī e Sakhī. Nel 1446 raggiunse il grado di "Emiro di 1000" a Damasco..
Nel 1448, Khushqadam è a Kozan, in Cilicia, allora sotto il dominio dei bey ramazanidi, vassalli dei Mamelucchi (una moschea porta ancor oggi una dedica fattagli). Nel 1450 diventa comandante dei militari della Corte al Cairo. Nel 1456, durante il regno di Īnal, è ministro della guerra e conduce una spedizione contro i Karamanidi.
Nel 1460, il Sultano Īnal, muore all'età di ottanta anni. Suo figlio Aḥmad ha all'epoca trent'anni e gli succede (malgrado l'ostilità mamelucca alle successioni familiari) con il laqab di al-Muʾayyad.
Il nuovo Sultano sembra intenzionato ad avviare profonde riforme nel peculiare sistema mamelucco, per garantire un miglior funzionamento alla macchina statale, strutturalmente assoggettata al potere militare dei Mamelucchi. Khushqadam viene nominato Atabak al-ʿasākir (Atabeg dei soldati) nel febbraio del 1461.
Dopo quattro mesi di regno, tutte le fazioni si ribellarono per evitare il rischio di vedere i loro corposi privilegi ritirati. Anche i mamelucchi di Īnal, scontenti della sua politica, cospirarono ai suoi danni e offrirono il trono a Jānim, governatore di Damasco. I mamelucchi di Jaqmaq gli preferirono però Khushqadam e si dettero da fare per eleggerlo prima dell'arrivo di Jānim, facendo prigioniero Ahmad b. Īnal inviandolo ad Alessandria. Quando Jānim infine arrivò al Cairo, non restò altro da fare per lui e i suoi sostenitori che riconoscere Khushqadam e tornare a Damasco.

### Il regno
Khushqadam prese il laqab di al-Ẓāhir Sayf al-Dīn. Appena al potere, Khushqadam dovette affrontare le fazioni a lui avverse. L'anarchia e la concussione regnarono in Egitto che, in tal modo, s'indebolì mentre il suo grande rivale ottomano si rafforzava.
Gli Ottomani e i Mamelucchi si affrontarono nel tentativo d'imporsi su due principati-tampone: quello dei Karamanidi e quello dei Dulkadiridi.
Nel primo, vassallo dei Mamelucchi,, il bey İbrahim II aveva designato come suo successore il figlio İshak. Gli altri sei fratellastri di İshak non accettarono che un figlio di una schiava fosse loro preferito, mentre loro erano figli di una sorella carnale del Sultano ottomano Murad II. Assediarono dunque İbrahim e İshak a Konya. Entrambi furono costretti alla fuga e İbrahim morì nel 1463 I disordini provocati dalla disputa successoria finirono solo con la scomparsa della dinastia karamanide. Pīr-Ahmed, aiutato dagli Ottomani, sconfisse suo fratello İshak nel corso di una battaglia a Ermenek, considerandosi da quel momento vassallo dello zio Murad II, ma entrò in conflitto col suo nuovo sovrano a causa di un trattato con la Repubblica di Venezia. Il Sultano ottomano Mehmet II Fatih, che succedette a Murad II, decise allora di farla finita coi Karamanidi.
L'altra disputa fu quella che contrappose Mamelucchi e Ottomani a proposito del principato dei Dhulqadiridi, che all'epoca erano vassalli dei mamelucchi e che furono appoggiati da Istanbul nelle loro rivendicazioni territoriali. Nel 1465, il Bey di Dhulkadir, Melik Arslan, fu assassinato dal fratello Şahbudak, che aveva il pieno sostegno dei mamelucchi.
Khushqadam morì di dissenteria il 10 ottobre 1467. Non designò suoi successori, seguendo la tradizione mamelucca, lasciando che il nuovo Sultano si guadagnasse di fatto il trono. Saranno allora due Emiri ad affrontarsi: Bilbay (che uscirà vincitore nella disputa) e Timurbugha.